# Genovino
Genovino: 
1. złota moneta włoska o masie 3,5 grama bita w Genui od ok. 1240 r. do XVI w., będąca metrologicznym prototypem mediolańskiego ambrosino d’oro oraz florenckiego florena.
2. srebrna moneta talarowa Republiki Genueńskiej bita w końcu XVI i w XVII w.